# María Remedios del Valle
María Remedios del Valle, född 1768, död 1847, var en argentinsk sexarbetare och soldat.
Hon deltog som soldat under det argentinska självständighetskriget. Hon mottog därför en militärpension, något unikt i det samtida Argentina. 